# 김안과병원
건양의료재단 김안과병원(KIM`S EYE HOSPITAL)은 서울특별시 영등포구에 위치한 안과전문병원이다. 

## 같이 보기
- 건양대학교
- 건양대학교병원